# 大光寺 (さいたま市)

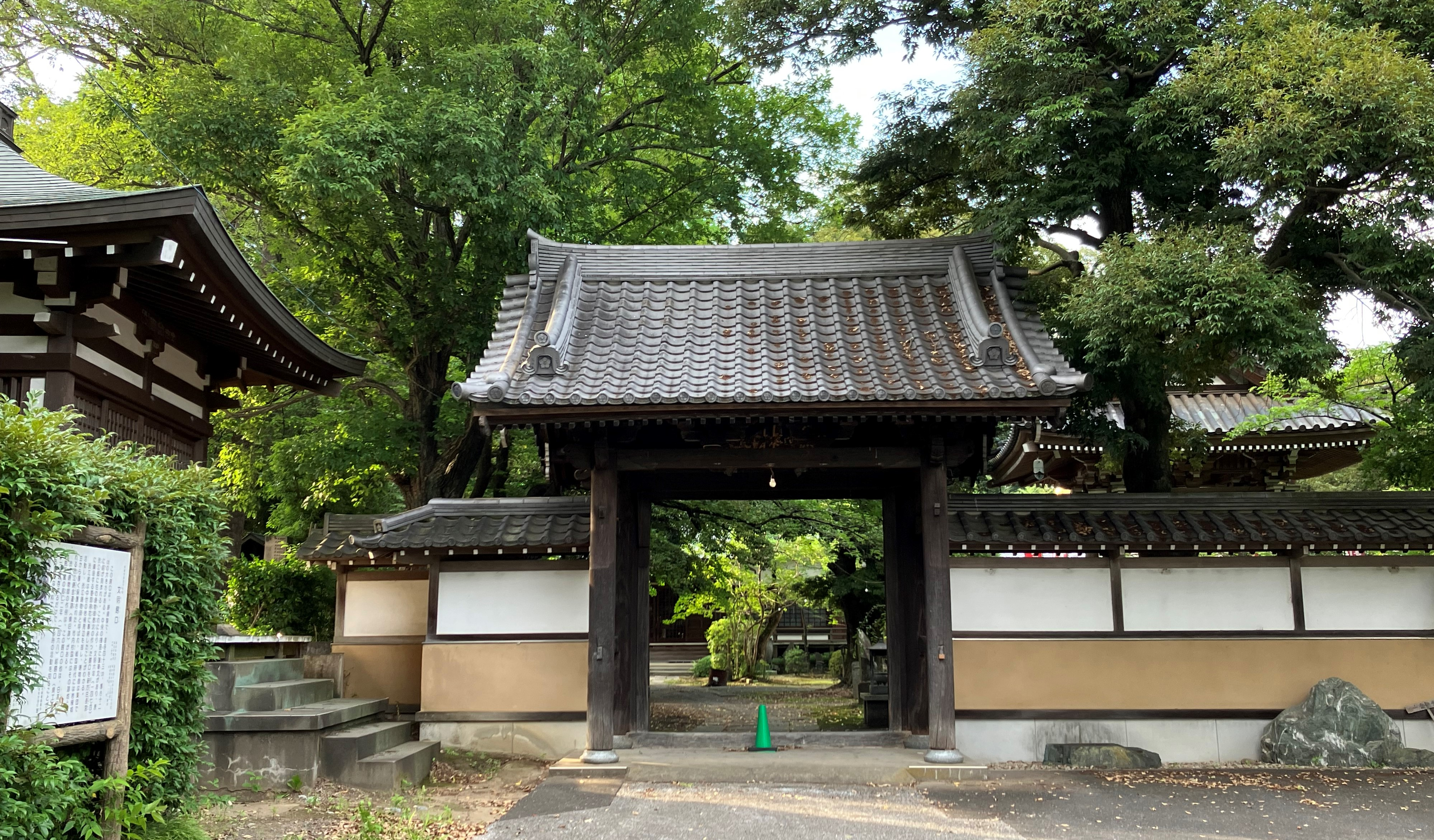
山門

大光寺（だいこうじ）は、埼玉県さいたま市岩槻区にある真言宗智山派の寺院。

## 歴史
創建年代は不明であるが、祐真（1508年寂）によって開山された。祐真の寂年から戦国時代中期に創建されたものと推測される。
当寺には十一面観音が安置されている。この仏像は秘仏で、12年に一度午年に開帳される。これは武蔵坊弁慶が源義経とともに奥州藤原氏に身を寄せる際に、残したものとされている。
境内にはイチョウの大木がある。幹から乳柱が垂れ下がっていることから、「おっぱいさま」と呼ばれている。他に菩提樹の木もある。所在地は長宮砂丘上に位置している。

## 文化財
- 文明鰐口（さいたま市指定有形文化財 昭和49年9月26日指定）[2]

## 交通アクセス
- 東岩槻駅より徒歩30分。